# Idaea invalidaria
Idaea invalidaria là một loài bướm đêm trong họ Geometridae.